# Junior Reid
 (mars 2017).
Si vous disposez d'ouvrages ou d'articles de référence ou si vous connaissez des sites web de qualité traitant du thème abordé ici, merci de compléter l'article en donnant les références utiles à sa vérifiabilité et en les liant à la section « Notes et références ».
Pour les articles homonymes, voir Reid.
Delroy Reid, dit Junior Reid, né à Kingston le 6 juin 1963 ou en 1965 (selon les sources), est un chanteur de reggae jamaïcain. Il est avec Michael Rose, l'un des plus illustres représentants du Waterhouse Style. 

## Biographie
Son premier single Know Myself parut en 1979. Il fut chanteur principal de Black Uhuru de 1986 à 1990 et quitta le groupe à la suite d'un problème de visa pour une tournée aux États-Unis, qui lui inspira la chanson Visa. Son plus grand hit à ce jour reste One Blood (plus de 2 millions d'exemplaires vendus). Il travaille aujourd'hui en auto-production grâce à son label JR.
Il est présent sur les titres One Blood Under W et Jah World de l'album The W du Wu-Tang Clan, sorti en 2000 et collaborera aussi avec The Game pour une reprise de One Blood sur l'album Doctor's Advocate sorti en 2006.
En 2008, fidèle à son habitude de rapprochement avec les rappeurs, il collabore avec Rohff sur le titre Progress.

## Discographie
- 1981 - Minibus Driver, avec Voice of Progress
- 1984 - Boom-Shack-A-Lack
- 1985 - Original Foreign Mind
- 1985 - Firehouse Clash (avec Don Carlos)
- 1986 - Brutal, avec Black Uhuru
- 1987 - Positive, avec Black Uhuru
- 1990 - One Blood
- 1990 - Progress
- 1991 - Long Road
- 1993 - Big Timer
- 1994 - Visa
- 1995 - Junior Reid & The Bloods
- 1995 - Showers Of Blessings
- 1996 - Listen to the Voices
- 1997 - True World Order
- 2000 - Emmanuel Calling
- 2003 - Rasta Government
- 2007 - Live In Berkeley (DVD)
- 2011 - DJ King SamS feat Junior Reid, Nessbeal, Don Bigg et Salah Edin – One life
- 2012 - Same boat